# ماكس بيمس
ماكس بيمس (بالإنجليزية: Max Bemis)‏ هو مغني وكاتب أغاني وعازف قيثارة ومغن مؤلف أمريكي، ولد في 6 أبريل 1984 في نيويورك في الولايات المتحدة.

## وصلات خارجية
- الموقع الرسمي
- ماكس بيمس على موقع IMDb (الإنجليزية)
- ماكس بيمس على موقع ميوزك برينز (الإنجليزية)
- ماكس بيمس على موقع ديسكوغز (الإنجليزية)